# Капская колония
Капская колония (нидерл. Kaapkolonie от «Kaap de Goede Hoop» — мыс Доброй Надежды, также англ. Cape Colony) — первая голландская переселенческая колония в Южной Африке с центром в городе Капстад, затем английское владение (город переименован в Кейптаун). Основана голландским мореходом по имени Ян ван Рибек в 1652 году в удобной Столовой бухте близ мыса Доброй Надежды под руководством голландской Ост-Индской компании. Капская колония оказалась наиболее успешным переселенческим проектом из всех голландских колоний и самым успешным европейским переселенческим проектом на африканском континенте. Голландцы, а также присоединившиеся к ним немцы и французские гугеноты образовали новую белую народность в Африке — африканеры (также буры) численностью около 3 млн человек. На основе голландского языка здесь развился их новый язык — африкаанс. В 1806 году в разгар Наполеоновских войн колонию захватила Великобритания. С этого времени в Капской колонии стало постепенно увеличиваться число выходцев с Британских островов.

## История

### Первое голландское поселение
Экспедиция Голландской Ост-индской компании во главе с Яном ван Рибеком в 1652 году основала торговый пост и военно-морскую базу на мысе Доброй Надежды. Цель Ван Рибека заключалась в том, чтобы обеспечить гавань убежищем для голландских кораблей во время долгих путешествий между Европой и Азией. В течение примерно трёх десятилетий мыс стал домом для большой общины «vrijlieden», также известных как «vrijburgers» (свободные граждане), бывшие сотрудники компании, поселившиеся в голландских колониях за границей после истечения их контрактов. В основном они состояли из голландских граждан, обязавшихся обрабатывать выделенную им землю в пределах колонии, по крайней мере двадцать ближайших лет; взамен они освобождались от налогового бремени и получали инструмент и посевы для возделывания земли. Отражая многонациональный статус ранних торговых компаний, голландцы предоставили гражданство ряду бывших сотрудников немецкого и скандинавского происхождения. В 1688 году руководство поддержало въезд французских гугенотов, спасавшихся от гонений на религиозной почве во Франции. Новоприбывшие колонисты почти повсеместно ассимилировались: переняли обычаи, голландский язык, а также вступали в брак с местными жителями.
Многие поселенцы, которые обосновались вблизи к границе, приобретали всё большую самостоятельность. Известные как буры, они мигрировали на восток за пределы первоначальных границ мыса Доброй Надежды и вскоре почти на тысячу километров углубились внутрь страны. Некоторые буры полностью отказались от оседлого образа жизни и заслужили наименование трекбуры. Голландский колониальный период был омрачен множеством ожесточённых конфликтов между колонистами и койсанами, за которыми последовали коса, посягавшие, по их мнению, на сельскохозяйственные угодья.
Голландские торговцы импортировали тысячи рабов на мыс Доброй Надежды из голландской Ост-индии и других частей Африки. К концу восемнадцатого столетия население Кейпа возросло до 26.000 человек и 30.000 чернокожих рабов.

### Хронология голландского режима
- 1652 — основание Капской колонии.
- 1657 — начало крупномасштабной переселенческой кампании белых фермеров из Европы и рабов (поставщики рабов: Западная Африка, Азия, Индонезия, Цейлон, Мадагаскар).
- 1691 — Симон ван дер Стел назначен первым губернатором Капской колонии.
- 1700 — голландцы контролировали окрестности мыса в радиусе 50—70 км от города Капстада. Многочисленные фермы выращивают зерно, виноград, овощи.
- 1713 — в результате эпидемии оспы тысячи готтентотов умерли, другие бежали.
- 1730 — аборигены оттеснены в глубинные районы, белый радиус увеличился до 400 км.
- 1779—1781 — первая пограничная («кафрская») война. Началось противостояние колонистов и народа коса.
- 1795—1803 — колония оккупирована Великобританией, поскольку сами Нидерланды оказались оккупированы Францией[1].

## Британский контроль

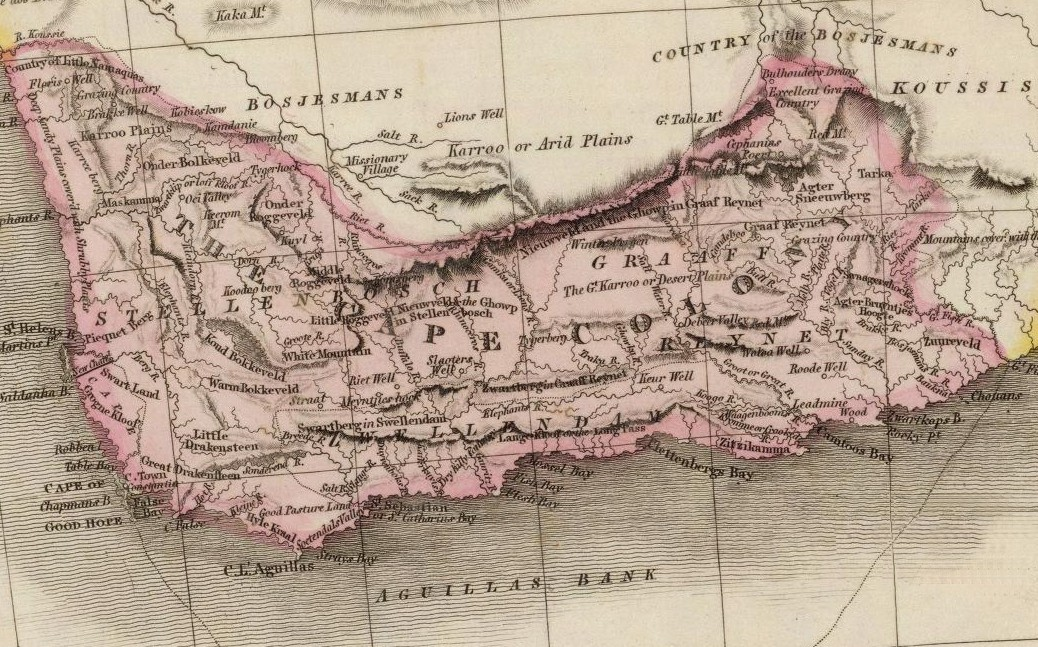
Карта Капской колонии, 1809 год

В 1795—1803 годах Капская колония была захвачена Великобританией, поскольку она стремилась не допустить усиления Франции за счёт голландских ресурсов, так как Франция оккупировала Нидерланды. В 1803—1806 годах голландские власти восстановили свой контроль над Капом, поскольку он был важнейшим звеном в процессе голландской морской торговли и колонизации Ост-Индии (ныне — Индонезия).
Осознав необычайное стратегическое значение региона в ходе первой оккупации, британцы стремятся вновь заполучить его. В 1806 году Капская колония была вновь захвачена Великобританией под предлогом начала французской агрессии Наполеона. Венский конгресс 1814 года передал колонии Великобритании в «вечное пользование». Окончательно переход Капской колонии под власть Великобритании был закреплён Лондонской англо-голландской конвенцией 1814 года.
После этого Нидерланды так и не смогли оправиться от потери и превратились во второразрядную колониальную державу, зависимую от Великобритании и США. Протестуя против британского владычества, в 1835—1845 годах около 15 тысяч африканеров покинули пределы Капской колонии в ходе миграции на юго-восточное побережье и в центральные районы Южной Африки, получившей название Великий трек. Там они основали свои государства: Оранжевое свободное государство и Южно-Африканскую республику (Трансвааль).

### Британская колонизация
Англичане начали обживать восточную границу колонии с приходом в Порт-Элизабет нескольких групп британских поселенцев.

## Путь к самостоятельности
В 1872 г. вместо правительства, назначаемого губернатором, колония приобрела право формировать собственное ответственное правительство. Первым премьер-министром стал Джон Молтено. С этого времени начался путь к политической самостоятельности колонии.

## Колониальный раздел Африки

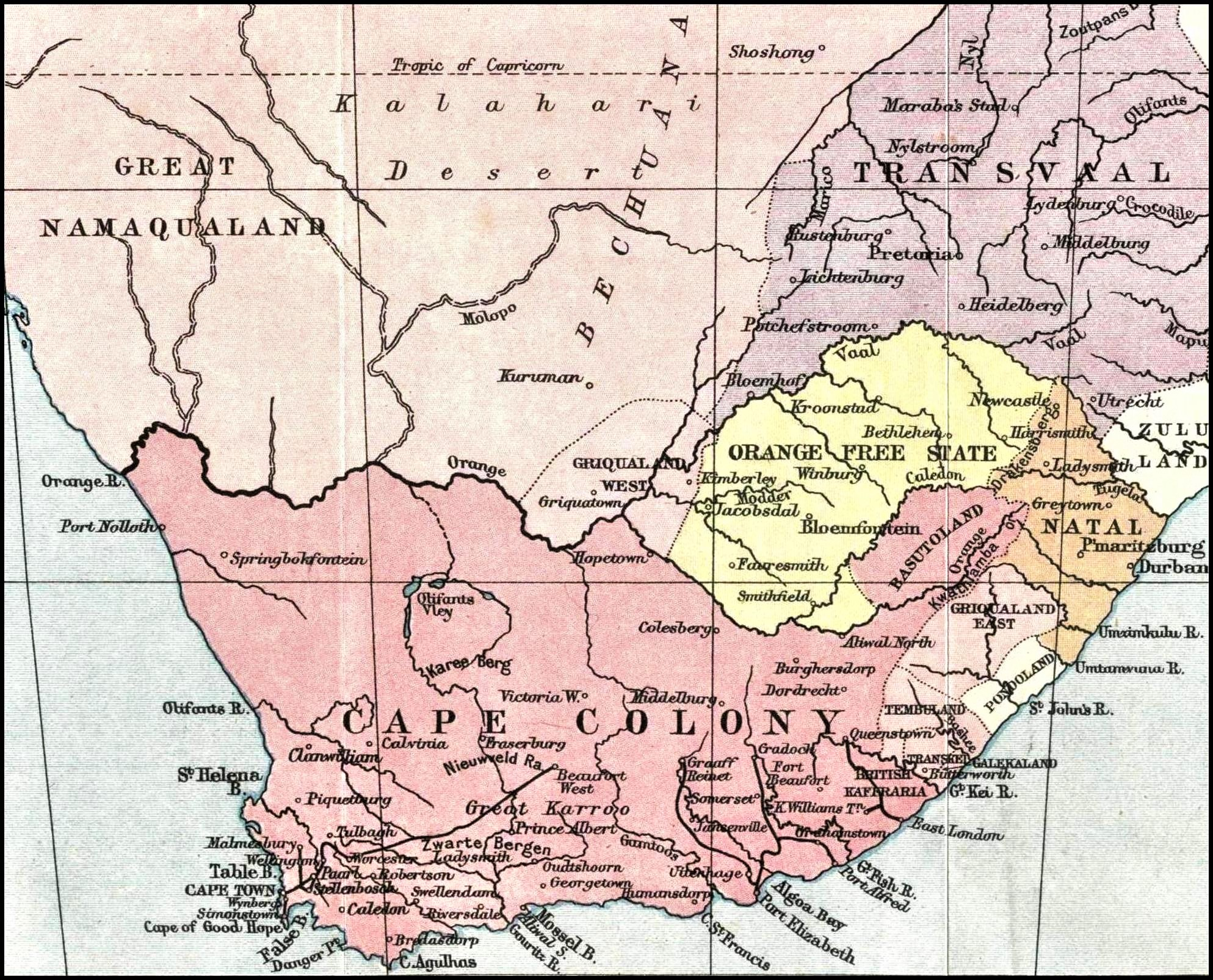
Капская колония в 1878 году

Территория колонии постоянно расширялась за счёт земель африканцев: бушменов, готтентотов, народов банту. В результате ряда завоевательных войн бурских и английских колонизаторов («Кафрские войны») восточная граница капской колонии достигла к 1894 году реки Мтамвуна. В 1895 году в колонию была включена южная часть земель тсвана, аннексированных в 1884—1885 годы. Не менее кровопролитными были конфликты европейцев между собой: в результате англо-бурской войны 1899—1902 гг. бурские республики потеряли свою независимость. Чтобы подавить сопротивление африканеров, англичанами впервые в истории были созданы концентрационные лагеря. В 1890 году англичане в резкой форме предъявили Португалии ультиматум, который положил конец португальским мечтам о создании второй Бразилии в Африке — широкой полосы трансконтинентальных владений для объединения Анголы и Мозамбика в единую империю (См. Розовая карта). С созданием в 1910 доминиона ЮАС (Южно-Африканский Союз) (с 1961 — ЮАР) Капская колония вошла в его состав. В 1994 году огромная Капская провинция была разделена на три новых провинции: Северо-Капская провинция, Западно-Капская провинция и Восточно-Капская провинция.